# アントマン
アントマン (Ant-Man) は、マーベル・コミックの世界に登場する複数のキャラクターの名前である。最初のアントマンであるヘンリー・ピムは、スタン・リーとジャック・カービーによって作成され、『Tales to Astonish』#35で初登場する。

## 経歴
数年間、さまざまなキャラクターがアントマンを名乗り、その大部分がアベンジャーズと繋がっている。

### ヘンリー・ピム
ドクター・ヘンリー・"ハンク"・ピム（Henry Pym）は、人間のサイズを縮小させてアントマンに変身する方法を発明した。
数年間、彼は物体のサイズを自由に変えることができる「ピム粒子」を利用して、ジャイアントマン、ゴリアテ、イエロージャケットなどにもなる。

### スコット・ラング
スコット・ラング（Scott Lang）は、ピムとアイアンマンの援助で改心した泥棒である。2代目アントマンとしてのキャリアを始めた後、彼はファンタスティック・フォーに加わり、そしてアベンジャーズの正規メンバーとなった。しばらくのあいだ彼はジェシカ・ジョーンズと付き合った。スコットは『アベンジャーズ』第500号で死亡し、『ヤング・アベンジャーズ』で娘のキャシーが跡を継いでスタチュアを名乗った。スコットは2011年のミニシリーズ『ザ・チルドレンズ・クルセイド』で復活を果たした。

### エリック・オグレディ
エリック・オグレディ（Eric O'Grady）は三番目のアントマンである。エリック・オグレディはS.H.I.E.L.D.の下級エージェントで、S.H.I.E.L.D.本部でヘンリー・ピム博士のアントマンスーツと偶然出会う。私利私欲のためにスーツを盗んで使用したが、後に改心しヒーローとなる。ThunderboltsとSecret Avengersに参加。

## 映画化
エドガー・ライト監督が、いくつかのユーモラスな要素でアントマンをアクション映画にする計画を立てており、『ファンタスティック・フォー』のようなコメディにならないと主張している。脚本はライトとジョー・コーニッシュによって書かれ、1960年代の『Tales to Astonish』のスタイルのアントマンとしてピムを、1980年代・1990年代のアントマンの後継者としてラングを登場させることを計画している。
2月9日に、ライトは「プロジェクトは『着陸許可がおりるまでの空中旋回』の段階で、スクリプトを改訂している」と述べた。監督は、映画に関するニュースが数か月後にあると報告した。彼は映画のためにナノテクノロジーについて研究している。2008年3月の時点で、ライトはスクリプトの第2草案が書かれていると「エンパイア」誌で発言した。監督はコメディライターとして知られるが、この映画は明白な喜劇ではなく、「コメディ以外の要素が盛り沢山のアクションアドベンチャーSF映画」であると発言した。
その後、ライトはマーベルとの「お互いの映画のビジョンの相違」のためにプロジェクトを降板し、スタジオは新たにペイトン・リードが監督に就任する事が発表された。